# Aeroportul Lakeland
Aeroportul Lakeland (IATA: ARV, ICAO: KARV, FAA LID: ARV) este un aeroport din Wisconsin, Statele Unite ale Americii ce deservește zona Minocqua⁠(d). Aeroportul a fost tranzitat în 2019 de 114 pasageri.
Situat la o altitudine de 497 m, aeroportul dispune de 2 piste.

## Infrastructură

### Piste
Aeroportul dispune de 2 piste. Pista 10/28 are suprafața de asfalt și dimensiunile 3.602 picioare × 75 picioare. Pista 18/36 are suprafața de asfalt și dimensiunile 5.150 picioare × 100 picioare. 